# Copa Mundial de Fútbol Sub-17 de 2023
La XIX Copa Mundial de Fútbol Sub-17 (en inglés: FIFA U-17 World Cup 2023) se llevó a cabo del 10 de noviembre al 2 de diciembre de 2023 en Indonesia con jugadores nacidos desde el 1 de enero de 2006.
Inicialmente, Perú iba a acoger el torneo luego de la designación de la sede por parte de la FIFA el 23 de octubre de 2019. Sin embargo, el 3 de abril de 2023 la organización del torneo se le fue retirada por la incapacidad del país para cumplir con sus compromisos y terminar las infraestructuras necesarias.
Esta edición originalmente se iba a llevar a cabo en el 2021 según el calendario FIFA y también en el marco del Bicentenario de la Independencia del Perú, pero fue postergada a 2023 debido a la pandemia de covid-19.

## Candidaturas oficiales
El 4 de septiembre de 2019 la FIFA anunció los dos países que presentaron de forma correcta las candidaturas para organizar este evento deportivo:
- Perú
- Indonesia

La asignación de la sede se dio el 23 de octubre de 2019 por el Consejo de la FIFA en Shanghái, China, que designó a Perú como anfitrión del Mundial Sub-17 e Indonesia como sede de la Copa Mundial de Fútbol Sub-20. No obstante, ambos países terminarían siendo retirados como sedes por la FIFA.
El 23 de junio de 2023 la FIFA anunció que la sede se le otorgaría a Indonesia como el nuevo anfitrión del torneo, en compensación tras perder la sede de la Copa Mundial de Fútbol Sub-20 de 2023 y otorgárselo a Argentina después de que Indonesia rechazara al equipo israelí en el torneo.

## Organización
El presidente de la Asociación de Fútbol de Indonesia (PSSI), Erick Thohir, anunció que propondrían ocho estadios a la FIFA para albergar el torneo. Seis de estos estadios, estadio Gelora Bung Karno (Yakarta), estadio Gelora Bung Tomo (Surabaya), estadio Jalak Harupat (Bandung), estadio Manahan (Surakarta), el estadio Kapten I Wayan Dipta (Bali) y el estadio Gelora Sriwijaya (Palembang) fueron elegidos para la Copa Mundial Sub-20 de la FIFA 2023 cuando Indonesia era elegible para ser anfitriona. Otros dos estadios adicionales fueron el estadio Internacional de Yakarta y el estadio Pakansari.
Posteriormente, Thohir confirmó que los partidos de semifinal y final se jugarían en el estadio Manahan.

### Sedes
| Indonesia                                                                                              | Indonesia                |
| Yakarta                                                                                                | Surabaya                 |
| --- | ------------------------ |
| Estadio Internacional                                                                                  | Estadio Gelora Bung Tomo |
| Capacidad: 82 000                                                                                      | Capacidad: 45 134        |
| |                          |
| Ubicación de los estadios de la Copa Mundial Sub-17 de la FIFA 2023 Yakarta Bandung Surabaya Surakarta |                          |
| Bandung                                                                                                | Surakarta                |
| Estadio Jalak Harupat                                                                                  | Estadio Manahan          |
| Capacidad: 30 100                                                                                      | Capacidad: 20 000        |
| |                          |

## Equipos participantes
En cursiva, el equipo debutante en la Copa Mundial de Fútbol Sub-17.
| Clasificatorias | Clasificatorias | Clasificatorias | Clasificatorias | Clasificatorias | Clasificatorias |
| --------------- | --------------- | --------------- | --------------- | --------------- | --------------- |
| AFC             | CAF             | Concacaf        | Conmebol        | OFC             | UEFA            |

| Equipos participantes | Equipos participantes | Equipos participantes | Equipos participantes |
| --------------------- | --------------------- | --------------------- | --------------------- |
| Alemania              | Ecuador               | Irán                  | Nueva Zelanda         |
| Argentina             | España                | Japón                 | Panamá                |
| Brasil                | Estados Unidos        | Malí                  | Polonia               |
| Burkina Faso          | Francia               | Marruecos             | Senegal               |
| Canadá                | Inglaterra            | México                | Uzbekistán            |
| Corea del Sur         | Indonesia             | Nueva Caledonia       | Venezuela             |

### Sorteo
El sorteo se celebró el 15 de septiembre de 2023 a las 16:00 CEST en la sede de la FIFA, en Zúrich, Suiza.
Los 24 equipos se sortearon en seis grupos de cuatro equipos, con el anfitrión Indonesia colocado automáticamente en el bombo 1 y se ubicó en la primera posición del Grupo A. El sorteo comenzó con el anfitrión Indonesia a la ubicación A1, los equipos del bombo 1 se sortearon primero, los equipos de los bombos 2, 3 y 4 debieron saltar grupos para evitar choques geográficos y que no haya dos equipos para jugar de la misma confederación, entonces el sorteo concluyó con los equipos de bombo 4.
La distribución de los bombos fue la siguiente:
| Bombo 1                                                  | Bombo 2                                                  | Bombo 3                                                        | Bombo 4                                                      |
| -------------------------------------------------------- | -------------------------------------------------------- | -------------------------------------------------------------- | ------------------------------------------------------------ |
| Indonesia (anfitrión) Brasil México Francia España Japón | Alemania Malí Inglaterra Corea del Sur Ecuador Argentina | Nueva Zelanda Irán Senegal Estados Unidos Uzbekistán Marruecos | Canadá Nueva Caledonia Panamá Burkina Faso Venezuela Polonia |

## Árbitros
La lista final de árbitros fue anunciada el 27 de septiembre de 2023. Todas las confederaciones tienen representantes, con excepción de la OFC.
| Confederación | Árbitro          | Asistentes                                 | Asistentes de video                                                                      | Árbitro de apoyo                                     |
| ------------- | ---------------- | ------------------------------------------ | ---------------------------------------------------------------------------------------- | ---------------------------------------------------- |
| AFC           | Omar Al-Ali      | Jasem Al-Ali Saeed Almarzooqi              | Khalid Al-Turais Kate Jacewicz Abdullah Jamali                                           | Aprisman Aranda Thoriq Munir Al-Katiri Yudi Nurcahya |
| AFC           | Fu Ming          | Cao Yi Ma Ji                               | Khalid Al-Turais Kate Jacewicz Abdullah Jamali                                           | Aprisman Aranda Thoriq Munir Al-Katiri Yudi Nurcahya |
| AFC           | Ko Hyung-jin     | Yoon Jae-yeol Park Sang-jun                | Khalid Al-Turais Kate Jacewicz Abdullah Jamali                                           | Aprisman Aranda Thoriq Munir Al-Katiri Yudi Nurcahya |
| CAF           | Pierre Atcho     | Boris Ditsoga Carine Fomo                  | Lahlou Benbraham Daniel Laryea                                                           |                                                      |
| CAF           | Dahane Beida     | Dimbiniaina Andriatianarivelo Koffi Ahonto | Lahlou Benbraham Daniel Laryea                                                           |                                                      |
| CAF           | Mutaz Ibrahim    | Khalil Hassani Eldin Hossam                | Lahlou Benbraham Daniel Laryea                                                           |                                                      |
| Concacaf      | Selvin Brown     | Gerson Orellana Enmanuel Aguirre           | Ismael Cornejo Joe Dickerson Tatiana Guzmán                                              |                                                      |
| Concacaf      | Keylor Herrera   | William Chow Víctor Ramírez                | Ismael Cornejo Joe Dickerson Tatiana Guzmán                                              |                                                      |
| Concacaf      | Bryan López      | Luis Ventura Humberto Panjoj               | Ismael Cornejo Joe Dickerson Tatiana Guzmán                                              |                                                      |
| Conmebol      | Ivo Méndez       | Carlos Tapia Roger Orellana                | Igor de Oliveira Rodrigo Carvajal John Perdomo Derlis López                              |                                                      |
| Conmebol      | Augusto Aragón   | Ricardo Baren Andrés Tola                  | Igor de Oliveira Rodrigo Carvajal John Perdomo Derlis López                              |                                                      |
| Conmebol      | Roberto Pérez    | Stephen Atoche Enrique Pinto               | Igor de Oliveira Rodrigo Carvajal John Perdomo Derlis López                              |                                                      |
| Conmebol      | Gustavo Tejera   | Carlos Barreiro Andrés Nievas              | Igor de Oliveira Rodrigo Carvajal John Perdomo Derlis López                              |                                                      |
| UEFA          | Morten Krogh     | Dennis Rasmussen Steffen Bramsen           | Ivaylo Stoyanov Angelos Evangelou David Coote Aleandro Di Paolo Rob Dieperink Fedayi San |                                                      |
| UEFA          | Rade Obrenović   | Jure Praprotnik Grega Kordež               | Ivaylo Stoyanov Angelos Evangelou David Coote Aleandro Di Paolo Rob Dieperink Fedayi San |                                                      |
| UEFA          | Espen Eskås      | Jan Erik Engan Isaac Bashevkin             | Ivaylo Stoyanov Angelos Evangelou David Coote Aleandro Di Paolo Rob Dieperink Fedayi San |                                                      |
| UEFA          | João Pinheiro    | Bruno Alves Luciano Gomes                  | Ivaylo Stoyanov Angelos Evangelou David Coote Aleandro Di Paolo Rob Dieperink Fedayi San |                                                      |
| UEFA          | Atilla Karaoğlan | Ceyhun Sesigüzel Cevdet Kömürcüoğlu        | Ivaylo Stoyanov Angelos Evangelou David Coote Aleandro Di Paolo Rob Dieperink Fedayi San |                                                      |

## Fase de grupos
- Los horarios corresponden al huso horario local de Indonesia: (UTC+7).[15]

### Grupo A
| Equipo    | Pts | PJ | PG | PE | PP | GF | GC | Dif |
| --------- | --- | -- | -- | -- | -- | -- | -- | --- |
| Marruecos | 6   | 3  | 2  | 0  | 1  | 5  | 3  | 2   |
| Ecuador   | 5   | 3  | 1  | 2  | 0  | 4  | 2  | 2   |
| Indonesia | 2   | 3  | 0  | 2  | 1  | 3  | 5  | -2  |
| Panamá    | 2   | 3  | 0  | 2  | 1  | 2  | 4  | -2  |

| 10 de noviembre de 2023 | Panamá | 0:2 (0:1) | Marruecos                   | Estadio Gelora Bung Tomo, Surabaya                        |                                                           |
| 16:00                   |        | Reporte   | Chlaghmo 16' · Ennair 90+5' | Asistencia: 13 437 espectadores Árbitro(s): João Pinheiro | Asistencia: 13 437 espectadores Árbitro(s): João Pinheiro |

| 10 de noviembre de 2023 | Indonesia    | 1:1 (1:1) | Ecuador    | Estadio Gelora Bung Tomo, Surabaya                      |                                                         |
| 19:00 | Purwanto 22' | Reporte   | Obando 28' | Asistencia: 30 583 espectadores Árbitro(s): Espen Eskås | Asistencia: 30 583 espectadores Árbitro(s): Espen Eskås |
| Primer punto de Indonesia en la Copa Mundial Sub-17 de la FIFA, además Purwanto marcó el primer gol de Indonesia en la historia del mundial. |              |           |            |                                                         |                                                         |

| 13 de noviembre de 2023 | Marruecos | 0:2 (0:0) | Ecuador                    | Estadio Gelora Bung Tomo, Surabaya                       |                                                          |
| 16:00                   |           | Reporte   | Bermúdez 62' (pen.), 90+3' | Asistencia: 5498 espectadores Árbitro(s): Keylor Herrera | Asistencia: 5498 espectadores Árbitro(s): Keylor Herrera |

| 13 de noviembre de 2023 | Indonesia    | 1:1 (0:1) | Panamá         | Estadio Gelora Bung Tomo, Surabaya                         |                                                            |
| 19:00                   | Purwanto 54' | Reporte   | Castillo 45+3' | Asistencia: 17 239 espectadores Árbitro(s): Rade Obrenović | Asistencia: 17 239 espectadores Árbitro(s): Rade Obrenović |

| 16 de noviembre de 2023 | Marruecos                                        | 3:1 (2:1) | Indonesia  | Estadio Gelora Bung Tomo, Surabaya                       |                                                          |
| 19:00                   | Alaoui 29' (pen.) · Aït Boudlal 38' · Hamony 64' | Reporte   | Asyura 42' | Asistencia: 26 454 espectadores Árbitro(s): Morten Krogh | Asistencia: 26 454 espectadores Árbitro(s): Morten Krogh |

| 16 de noviembre de 2023 | Ecuador  | 1:1 (1:0) | Panamá       | Estadio Manahan, Surakarta                        |                                                   |
| 19:00                   | Ruiz 24' | Reporte   | Castillo 79' | Asistencia: 7956 espectadores Árbitro(s): Fu Ming | Asistencia: 7956 espectadores Árbitro(s): Fu Ming |

### Grupo B
| Equipo     | Pts | PJ | PG | PE | PP | GF | GC | Dif |
| ---------- | --- | -- | -- | -- | -- | -- | -- | --- |
| España     | 7   | 3  | 2  | 1  | 0  | 5  | 2  | 3   |
| Malí       | 6   | 3  | 2  | 0  | 1  | 8  | 2  | 6   |
| Uzbekistán | 4   | 3  | 1  | 1  | 1  | 5  | 5  | 0   |
| Canadá     | 0   | 3  | 0  | 0  | 3  | 1  | 10 | -9  |

| 10 de noviembre de 2023 | Malí                            | 3:0 (1:0) | Uzbekistán | Estadio Manahan, Surakarta                               |                                                          |
| 16:00                   | M. Doumbia 30', 72' (pen.), 75' | Reporte   |            | Asistencia: 3014 espectadores Árbitro(s): Gustavo Tejera | Asistencia: 3014 espectadores Árbitro(s): Gustavo Tejera |

| 10 de noviembre de 2023 | España                 | 2:0 (1:0) | Canadá | Estadio Manahan, Surakarta                              |                                                         |
| 19:00                   | Guiu 21' · Junyent 76' | Reporte   |        | Asistencia: 6613 espectadores Árbitro(s): Roberto Pérez | Asistencia: 6613 espectadores Árbitro(s): Roberto Pérez |

| 13 de noviembre de 2023 | España        | 1:0 (0:0) | Malí | Estadio Manahan, Surakarta                            |                                                       |
| 16:00                   | Hernández 62' | Reporte   |      | Asistencia: 4723 espectadores Árbitro(s): Bryan López | Asistencia: 4723 espectadores Árbitro(s): Bryan López |

| 13 de noviembre de 2023 | Uzbekistán                          | 3:0 (2:0) | Canadá | Estadio Manahan, Surakarta                           |                                                      |
| 19:00                   | Chukwu 22' (a.g.) · Saidov 24', 81' | Reporte   |        | Asistencia: 6919 espectadores Árbitro(s): Ivo Méndez | Asistencia: 6919 espectadores Árbitro(s): Ivo Méndez |

| 16 de noviembre de 2023 | Uzbekistán                       | 2:2 (1:2) | España                 | Estadio Manahan, Surakarta                               |                                                          |
| 16:00                   | Shukurullayev 45+4' · Saidov 54' | Reporte   | Oyono 10' · Martín 19' | Asistencia: 5554 espectadores Árbitro(s): Augusto Aragón | Asistencia: 5554 espectadores Árbitro(s): Augusto Aragón |

| 16 de noviembre de 2023 | Canadá     | 1:5 (1:2) | Malí                                                                | Estadio Gelora Bung Tomo, Surabaya                      |                                                         |
| 16:00                   | Chukwu 45' | Reporte   | I. Diarra 14' · Barry 26' · Kanate 73' · Makalou 77' · Thiero 90+1' | Asistencia: 10 269 espectadores Árbitro(s): Espen Eskås | Asistencia: 10 269 espectadores Árbitro(s): Espen Eskås |

### Grupo C
| Equipo          | Pts | PJ | PG | PE | PP | GF | GC | Dif |
| --------------- | --- | -- | -- | -- | -- | -- | -- | --- |
| Inglaterra      | 6   | 3  | 2  | 0  | 1  | 13 | 3  | 10  |
| Brasil          | 6   | 3  | 2  | 0  | 1  | 13 | 4  | 9   |
| Irán            | 6   | 3  | 2  | 0  | 1  | 9  | 4  | 5   |
| Nueva Caledonia | 0   | 3  | 0  | 0  | 3  | 0  | 24 | -24 |

| 11 de noviembre de 2023 | Nueva Caledonia | 0:10 (0:4) | Inglaterra | Estadio Internacional, Yakarta                         |                                                        |
| 16:00                   |                 | Reporte    | Russell-Denny 16' (pen.) · Oboavwoduo 30', 57' · Dibling 35' · Acheampong 45+4' · Amo-Ameyaw 51' · Nwaneri 78' · Hanye 80' (a.g.) · Murray-Campbell 85' · McAllister 90+1' | Asistencia: 6684 espectadores Árbitro(s): Ko Hyung-jin | Asistencia: 6684 espectadores Árbitro(s): Ko Hyung-jin |

| 11 de noviembre de 2023 | Brasil                          | 2:3 (2:0) | Irán                                     | Estadio Internacional, Yakarta                         |                                                        |
| 19:00                   | Rayan 28' · Zamani 45+2' (a.g.) | Reporte   | Barage 54' · Taheri 69' · Gholizadeh 73' | Asistencia: 9283 espectadores Árbitro(s): Selvin Brown | Asistencia: 9283 espectadores Árbitro(s): Selvin Brown |

| 14 de noviembre de 2023 | Brasil | 9:0 (3:0) | Nueva Caledonia | Estadio Internacional, Yakarta                         |                                                        |
| 16:00                   | Rayan 28', 51' (pen.) · Estevão 39' · Luighi 44' · Kauã Elias 46', 86', 90+4' · Vitor Reis 56' · João Victor 61' | Reporte   |                 | Asistencia: 4529 espectadores Árbitro(s): Pierre Atcho | Asistencia: 4529 espectadores Árbitro(s): Pierre Atcho |

| 14 de noviembre de 2023 | Inglaterra                    | 2:1 (0:1) | Irán       | Estadio Internacional, Yakarta                           |                                                          |
| 19:00                   | Russell-Denny 63' · Ndala 90' | Reporte   | Zamani 31' | Asistencia: 7698 espectadores Árbitro(s): Gustavo Tejera | Asistencia: 7698 espectadores Árbitro(s): Gustavo Tejera |

| 17 de noviembre de 2023 | Inglaterra      | 1:2 (0:1) | Brasil                       | Estadio Internacional, Yakarta                          |                                                         |
| 19:00                   | Ndala 71' (pen) | Reporte   | Kauã Elias 43' · Da Mata 54' | Asistencia: 15 171 espectadores Árbitro(s): Bryan López | Asistencia: 15 171 espectadores Árbitro(s): Bryan López |

| 17 de noviembre de 2023 | Irán                                                               | 5:0 (2:0) | Nueva Caledonia | Estadio Jalak Harupat, Bandung                       |                                                      |
| 19:00                   | Razaghinia 17', 34' · Ghandipour 76' · Askari 90+6' · Taheri 90+9' | Reporte   |                 | Asistencia: 6762 espectadores Árbitro(s): Ivo Méndez | Asistencia: 6762 espectadores Árbitro(s): Ivo Méndez |

### Grupo D
| Equipo    | Pts | PJ | PG | PE | PP | GF | GC | Dif |
| --------- | --- | -- | -- | -- | -- | -- | -- | --- |
| Argentina | 6   | 3  | 2  | 0  | 1  | 8  | 3  | 5   |
| Senegal   | 6   | 3  | 2  | 0  | 1  | 6  | 4  | 2   |
| Japón     | 6   | 3  | 2  | 0  | 1  | 4  | 3  | 1   |
| Polonia   | 0   | 3  | 0  | 0  | 3  | 1  | 8  | -8  |

| 11 de noviembre de 2023 | Japón       | 1:0 (0:0) | Polonia | Estadio Jalak Harupat, Bandung                         |                                                        |
| 16:00                   | Takaoka 76' | Reporte   |         | Asistencia: 4961 espectadores Árbitro(s): Pierre Atcho | Asistencia: 4961 espectadores Árbitro(s): Pierre Atcho |

| 11 de noviembre de 2023 | Argentina     | 1:2 (0:2) | Senegal          | Estadio Jalak Harupat, Bandung                             |                                                            |
| 19:00                   | Ruberto 90+2' | Reporte   | A. Diouf 6', 38' | Asistencia: 6222 espectadores Árbitro(s): Atilla Karaoğlan | Asistencia: 6222 espectadores Árbitro(s): Atilla Karaoğlan |

| 14 de noviembre de 2023 | Senegal                                | 4:1 (2:0) | Polonia    | Estadio Jalak Harupat, Bandung                        |                                                       |
| 16:00                   | Gueye 18', 52', 69' · Szala 30' (a.g.) | Reporte   | Reguła 66' | Asistencia: 7065 espectadores Árbitro(s): Omar Al-Ali | Asistencia: 7065 espectadores Árbitro(s): Omar Al-Ali |

| 14 de noviembre de 2023 | Japón       | 1:3 (0:2) | Argentina                               | Estadio Jalak Harupat, Bandung                            |                                                           |
| 19:00                   | Takaoka 50' | Reporte   | Echeverri 4' · Acuña 7' · Ruberto 90+8' | Asistencia: 12 324 espectadores Árbitro(s): João Pinheiro | Asistencia: 12 324 espectadores Árbitro(s): João Pinheiro |

| 17 de noviembre de 2023 | Senegal | 0:2 (0:0) | Japón            | Estadio Jalak Harupat, Bandung                           |                                                          |
| 16:00                   |         | Reporte   | Takaoka 62', 72' | Asistencia: 5079 espectadores Árbitro(s): Rade Obrenović | Asistencia: 5079 espectadores Árbitro(s): Rade Obrenović |

| 17 de noviembre de 2023 | Polonia | 0:4 (0:1) | Argentina                                            | Estadio Internacional, Yakarta                           |                                                          |
| 16:00                   |         | Reporte   | Laplace 34' · Ruberto 46' · Subiabre 51' · López 86' | Asistencia: 7663 espectadores Árbitro(s): Keylor Herrera | Asistencia: 7663 espectadores Árbitro(s): Keylor Herrera |

### Grupo E
| Equipo         | Pts | PJ | PG | PE | PP | GF | GC | Dif |
| -------------- | --- | -- | -- | -- | -- | -- | -- | --- |
| Francia        | 9   | 3  | 3  | 0  | 0  | 7  | 0  | 7   |
| Estados Unidos | 6   | 3  | 2  | 0  | 1  | 5  | 5  | 0   |
| Burkina Faso   | 3   | 3  | 1  | 0  | 2  | 3  | 6  | -3  |
| Corea del Sur  | 0   | 3  | 0  | 0  | 3  | 2  | 6  | -4  |

| 12 de noviembre de 2023 | Francia                                               | 3:0 (0:0) | Burkina Faso | Estadio Internacional, Yakarta                    |                                                   |
| 16:00                   | Lambourde 49' · Tincres 81' (pen.) · Gomis 87' (pen.) | Reporte   |              | Asistencia: 7033 espectadores Árbitro(s): Fu Ming | Asistencia: 7033 espectadores Árbitro(s): Fu Ming |

| 12 de noviembre de 2023 | Corea del Sur      | 1:3 (1:1) | Estados Unidos                 | Estadio Internacional, Yakarta                         |                                                        |
| 19:00                   | Kim Myeong-jun 35' | Reporte   | Berchimas 7', 73' · Medina 49' | Asistencia: 4317 espectadores Árbitro(s): Morten Krogh | Asistencia: 4317 espectadores Árbitro(s): Morten Krogh |

| 15 de noviembre de 2023 | Estados Unidos                 | 2:1 (2:0) | Burkina Faso | Estadio Internacional, Yakarta                          |                                                         |
| 16:00                   | Figueroa 45' · Berchimas 45+6' | Reporte   | Diarra 89'   | Asistencia: 3235 espectadores Árbitro(s): Roberto Pérez | Asistencia: 3235 espectadores Árbitro(s): Roberto Pérez |

| 15 de noviembre de 2023 | Francia    | 1:0 (1:0) | Corea del Sur | Estadio Internacional, Yakarta                          |                                                         |
| 19:00                   | Amougou 2' | Reporte   |               | Asistencia: 7476 espectadores Árbitro(s): Mutaz Ibrahim | Asistencia: 7476 espectadores Árbitro(s): Mutaz Ibrahim |

| 18 de noviembre de 2023 | Estados Unidos | 0:3 (0:1) | Francia                           | Estadio Internacional, Yakarta                           |                                                          |
| 19:00                   |                | Reporte   | Tincres 45+2', 82' · Meupiyou 86' | Asistencia: 14 436 espectadores Árbitro(s): Dahane Beida | Asistencia: 14 436 espectadores Árbitro(s): Dahane Beida |

| 18 de noviembre de 2023 | Burkina Faso               | 2:1 (1:0) | Corea del Sur     | Estadio Jalak Harupat, Bandung                         |                                                        |
| 19:00                   | Diarra 24' · A. Camara 86' | Reporte   | Kim Myung-jun 49' | Asistencia: 3400 espectadores Árbitro(s): Selvin Brown | Asistencia: 3400 espectadores Árbitro(s): Selvin Brown |

### Grupo F
| Equipo        | Pts | PJ | PG | PE | PP | GF | GC | Dif |
| ------------- | --- | -- | -- | -- | -- | -- | -- | --- |
| Alemania      | 9   | 3  | 3  | 0  | 0  | 9  | 2  | 7   |
| México        | 4   | 3  | 1  | 1  | 1  | 7  | 5  | 2   |
| Venezuela     | 4   | 3  | 1  | 1  | 1  | 5  | 5  | 0   |
| Nueva Zelanda | 0   | 3  | 0  | 0  | 3  | 1  | 10 | -9  |

| 12 de noviembre de 2023 | Venezuela                        | 3:0 (1:0) | Nueva Zelanda | Estadio Jalak Harupat, Bandung                          |                                                         |
| 16:00                   | Martínez 29' · Romero 87', 90+7' | Reporte   |               | Asistencia: 2932 espectadores Árbitro(s): Mutaz Ibrahim | Asistencia: 2932 espectadores Árbitro(s): Mutaz Ibrahim |

| 12 de noviembre de 2023 | México      | 1:3 (0:2) | Alemania                                           | Estadio Jalak Harupat, Bandung                           |                                                          |
| 19:00                   | Jiménez 75' | Reporte   | Darvich 29' · Moerstedt 38' · Da Silva Moreira 53' | Asistencia: 4617 espectadores Árbitro(s): Augusto Aragón | Asistencia: 4617 espectadores Árbitro(s): Augusto Aragón |

| 15 de noviembre de 2023 | México                   | 2:2 (0:1) | Venezuela                       | Estadio Jalak Harupat, Bandung                             |                                                            |
| 16:00                   | Carrillo 62' · Ortiz 67' | Reporte   | Cichero 6' · Profeta 84' (pen.) | Asistencia: 2460 espectadores Árbitro(s): Atilla Karaoğlan | Asistencia: 2460 espectadores Árbitro(s): Atilla Karaoğlan |

| 15 de noviembre de 2023 | Nueva Zelanda       | 1:3 (0:1) | Alemania                                       | Estadio Jalak Harupat, Bandung                         |                                                        |
| 19:00                   | Watson 90+1' (pen.) | Reporte   | Brunner 45+7' · Moerstedt 60' · Yalçınkaya 81' | Asistencia: 5353 espectadores Árbitro(s): Dahane Beida | Asistencia: 5353 espectadores Árbitro(s): Dahane Beida |

| 18 de noviembre de 2023 | Nueva Zelanda | 0:4 (0:1) | México                                                         | Estadio Jalak Harupat, Bandung                                |                                                               |
| 16:00                   |               | Reporte   | Barajas 42' · Fernández de Lara 47' · Carrillo 54', 67' (pen.) | Asistencia: 6136 espectadores Árbitro(s): Omar Mohamed Al Ali | Asistencia: 6136 espectadores Árbitro(s): Omar Mohamed Al Ali |

| 18 de noviembre de 2023 | Alemania                              | 3:0 (2:0) | Venezuela | Estadio Internacional, Yakarta                           |                                                          |
| 16:00                   | Ramsak 1', 57' · Da Silva Moreira 42' | Reporte   |           | Asistencia: 11 624 espectadores Árbitro(s): Ko Hyung-jin | Asistencia: 11 624 espectadores Árbitro(s): Ko Hyung-jin |

### Mejores terceros
| Equipo       | Gr | Pts | PJ | PG | PE | PP | GF | GC | Dif |
| ------------ | -- | --- | -- | -- | -- | -- | -- | -- | --- |
| Irán         | C  | 6   | 3  | 2  | 0  | 1  | 9  | 4  | 5   |
| Japón        | D  | 6   | 3  | 2  | 0  | 1  | 4  | 3  | 1   |
| Uzbekistán   | B  | 4   | 3  | 1  | 1  | 1  | 5  | 5  | 0   |
| Venezuela    | F  | 4   | 3  | 1  | 1  | 1  | 5  | 5  | 0   |
| Burkina Faso | E  | 3   | 3  | 1  | 0  | 2  | 3  | 6  | -3  |
| Indonesia    | A  | 2   | 3  | 0  | 2  | 1  | 3  | 5  | -2  |

Los emparejamientos de los octavos de final son definidos de la siguiente manera:
- Partido 1: 1.° del grupo B v 3.° del grupo A/C/D
- Partido 2: 2.° del grupo A v 2.° del grupo C
- Partido 3: 1.° del grupo A v 3.° del grupo C/D/E
- Partido 4: 1.° del grupo C v 3.° del grupo A/B/F
- Partido 5: 1.° del grupo D v 3.° del grupo B/E/F
- Partido 6: 2.° del grupo B v 2.° del grupo F
- Partido 7: 1.° del grupo E v 2.° del grupo D
- Partido 8: 1.° del grupo F v 2.° del grupo E

Los cruces de los partidos 1, 3, 4 y 5 dependerán de quienes sean los terceros lugares que se clasifiquen a los octavos de final. La siguiente tabla muestra las diferentes opciones para definir a los rivales de los ganadores de los grupos A, B, C y D.
     – Combinación que se dio en esta edición.
| Si los 4 mejores terceros son de los grupos: | El 1.° del grupo A juega con: | El 1.° del grupo B juega con: | El 1.° del grupo C juega con: | El 1.° del grupo D juega con: |
| -------------------------------------------- | ----------------------------- | ----------------------------- | ----------------------------- | ----------------------------- |
| A, B, C y D                                  | 3.° del grupo C               | 3.° del grupo D               | 3.° del grupo A               | 3.° del grupo B               |
| A, B, C y E                                  | 3.° del grupo C               | 3.° del grupo A               | 3.° del grupo B               | 3.° del grupo E               |
| A, B, C y F                                  | 3.° del grupo C               | 3.° del grupo A               | 3.° del grupo B               | 3.° del grupo F               |
| A, B, D y E                                  | 3.° del grupo D               | 3.° del grupo A               | 3.° del grupo B               | 3.° del grupo E               |
| A, B, D y F                                  | 3.° del grupo D               | 3.° del grupo A               | 3.° del grupo B               | 3.° del grupo F               |
| A, B, E y F                                  | 3.° del grupo E               | 3.° del grupo A               | 3.° del grupo B               | 3.° del grupo F               |
| A, C, D y E                                  | 3.° del grupo C               | 3.° del grupo D               | 3.° del grupo A               | 3.° del grupo E               |
| A, C, D y F                                  | 3.° del grupo C               | 3.° del grupo D               | 3.° del grupo A               | 3.° del grupo F               |
| A, C, E y F                                  | 3.° del grupo C               | 3.° del grupo A               | 3.° del grupo F               | 3.° del grupo E               |
| A, D, E y F                                  | 3.° del grupo D               | 3.° del grupo A               | 3.° del grupo F               | 3.° del grupo E               |
| B, C, D y E                                  | 3.° del grupo C               | 3.° del grupo D               | 3.° del grupo B               | 3.° del grupo E               |
| B, C, D y F                                  | 3.° del grupo C               | 3.° del grupo D               | 3.° del grupo B               | 3.° del grupo F               |
| B, C, E y F                                  | 3.° del grupo E               | 3.° del grupo C               | 3.° del grupo B               | 3.° del grupo F               |
| B, D, E y F                                  | 3.° del grupo E               | 3.° del grupo D               | 3.° del grupo B               | 3.° del grupo F               |
| C, D, E y F                                  | 3.° del grupo C               | 3.° del grupo D               | 3.° del grupo F               | 3.° del grupo E               |

## Fase final

### Cuadro de desarrollo
|  | Octavos de final            | Octavos de final            |                             |       | Cuartos de final             | Cuartos de final             |                            |                            | Semifinales | Semifinales |  |  | Final | Final |
|  |                             |                             |                             |       |                              |                              |                            |                            |             |             |  |  |       |       |
|  | 20 de noviembre – Surakarta |                             |                             |       |                              |                              |                            |                            |             |             |  |  |       |       |
|  |                             |                             |                             |       |                              |                              |                            |                            |             |             |  |  |       |       |
|  | Ecuador                     | 1                           |                             |       |                              |                              |                            |                            |             |             |  |  |       |       |
|  | Ecuador                     | 1                           | 24 de noviembre – Yakarta   |       |                              |                              |                            |                            |             |             |  |  |       |       |
|  | Brasil                      | 3                           |                             |       |                              |                              |                            |                            |             |             |  |  |       |       |
|  | Brasil                      | 3                           | Brasil                      | 0     |                              |                              |                            |                            |             |             |  |  |       |       |
|  | 21 de noviembre – Bandung   |                             | Brasil                      | 0     |                              |                              |                            |                            |             |             |  |  |       |       |
|  |                             | Argentina                   | 3                           |       |                              |                              |                            |                            |             |             |  |  |       |       |
|  | Argentina                   | Argentina                   | 3                           | 5     |                              |                              |                            |                            |             |             |  |  |       |       |
|  | Argentina                   |                             | 28 de noviembre – Surakarta | 5     |                              |                              |                            |                            |             |             |  |  |       |       |
|  | Venezuela                   | 0                           |                             |       |                              |                              |                            |                            |             |             |  |  |       |       |
|  | Venezuela                   | 0                           | Argentina                   | 3 (2) |                              |                              |                            |                            |             |             |  |  |       |       |
|  | 20 de noviembre – Surakarta |                             | Argentina                   | 3 (2) |                              |                              |                            |                            |             |             |  |  |       |       |
|  |                             | Alemania (p.)               | 3 (4)                       |       |                              |                              |                            |                            |             |             |  |  |       |       |
|  | España                      | Alemania (p.)               | 3 (4)                       | 2     |                              |                              |                            |                            |             |             |  |  |       |       |
|  | España                      | 24 de noviembre – Yakarta   |                             | 2     |                              |                              |                            |                            |             |             |  |  |       |       |
|  | Japón                       | 1                           |                             |       |                              |                              |                            |                            |             |             |  |  |       |       |
|  | Japón                       | 1                           | España                      | 0     |                              |                              |                            |                            |             |             |  |  |       |       |
|  | 21 de noviembre – Bandung   |                             | España                      | 0     |                              |                              |                            |                            |             |             |  |  |       |       |
|  |                             | Alemania                    | 1                           |       |                              |                              |                            |                            |             |             |  |  |       |       |
|  | Alemania                    | Alemania                    | 1                           | 3     |                              |                              |                            |                            |             |             |  |  |       |       |
|  | Alemania                    |                             | 2 de diciembre – Surakarta  | 3     |                              |                              |                            |                            |             |             |  |  |       |       |
|  | Estados Unidos              | 2                           |                             |       |                              |                              |                            |                            |             |             |  |  |       |       |
|  | Estados Unidos              | 2                           | Alemania (p.)               | 2 (4) |                              |                              |                            |                            |             |             |  |  |       |       |
|  | 22 de noviembre – Yakarta   |                             | Alemania (p.)               | 2 (4) |                              |                              |                            |                            |             |             |  |  |       |       |
|  |                             | Francia                     | 2 (3)                       |       |                              |                              |                            |                            |             |             |  |  |       |       |
|  | Francia (p.)                | Francia                     | 2 (3)                       | 0 (5) |                              |                              |                            |                            |             |             |  |  |       |       |
|  | Francia (p.)                | 25 de noviembre – Surakarta |                             | 0 (5) |                              |                              |                            |                            |             |             |  |  |       |       |
|  | Senegal                     | 0 (3)                       |                             |       |                              |                              |                            |                            |             |             |  |  |       |       |
|  | Senegal                     | 0 (3)                       | Francia                     | 1     |                              |                              |                            |                            |             |             |  |  |       |       |
|  | 22 de noviembre – Yakarta   |                             | Francia                     | 1     |                              |                              |                            |                            |             |             |  |  |       |       |
|  |                             | Uzbekistán                  | 0                           |       |                              |                              |                            |                            |             |             |  |  |       |       |
|  | Inglaterra                  | Uzbekistán                  | 0                           | 1     |                              |                              |                            |                            |             |             |  |  |       |       |
|  | Inglaterra                  |                             | 28 de noviembre – Surakarta | 1     |                              |                              |                            |                            |             |             |  |  |       |       |
|  | Uzbekistán                  | 2                           |                             |       |                              |                              |                            |                            |             |             |  |  |       |       |
|  | Uzbekistán                  | 2                           | Francia                     | 2     |                              |                              |                            |                            |             |             |  |  |       |       |
|  | 21 de noviembre – Surabaya  |                             | Francia                     | 2     |                              |                              |                            |                            |             |             |  |  |       |       |
|  |                             | Malí                        | 1                           |       | Partido por el tercer puesto | Partido por el tercer puesto |                            |                            |             |             |  |  |       |       |
|  | Malí                        | Malí                        | 1                           | 5     | Partido por el tercer puesto | Partido por el tercer puesto |                            |                            |             |             |  |  |       |       |
|  | Malí                        | 25 de noviembre – Surakarta | 25 de noviembre – Surakarta | 5     |                              |                              | 1 de diciembre – Surakarta | 1 de diciembre – Surakarta |             |             |  |  |       |       |
|  | México                      | 25 de noviembre – Surakarta | 25 de noviembre – Surakarta | 0     |                              |                              | 1 de diciembre – Surakarta | 1 de diciembre – Surakarta |             |             |  |  |       |       |
|  | México                      | Malí                        | 1                           | 0     | Argentina                    | 0                            |                            |                            |             |             |  |  |       |       |
|  | 21 de noviembre – Surabaya  | Malí                        | 1                           |       | Argentina                    | 0                            |                            |                            |             |             |  |  |       |       |
|  |                             | Marruecos                   | 0                           |       | Malí                         | 3                            |                            |                            |             |             |  |  |       |       |
|  | Marruecos (p.)              | Marruecos                   | 0                           | 1 (4) | Malí                         | 3                            |                            |                            |             |             |  |  |       |       |
|  | Marruecos (p.)              |                             |                             | 1 (4) |                              |                              |                            |                            |             |             |  |  |       |       |
|  | Irán                        | 1 (1)                       |                             |       |                              |                              |                            |                            |             |             |  |  |       |       |
|  | Irán                        | 1 (1)                       |                             |       |                              |                              |                            |                            |             |             |  |  |       |       |

- Los horarios corresponden al huso horario local de Indonesia: (UTC+7).[15]

### Octavos de final
| 20 de noviembre de 2023 | Ecuador        | 1:3 (1:1) | Brasil                        | Estadio Manahan, Surakarta                                 |                                                            |
| 15:30                   | Bermúdez 45+4' | Reporte   | Estevão 14', 70' · Luighi 90' | Asistencia: 3580 espectadores Árbitro(s): Atilla Karaoğlan | Asistencia: 3580 espectadores Árbitro(s): Atilla Karaoğlan |

| 20 de noviembre de 2023 | España                | 2:1 (1:1) | Japón      | Estadio Manahan, Surakarta                             |                                                        |
| 19:00                   | Junyent 8' · Guiu 74' | Reporte   | Nawata 40' | Asistencia: 8587 espectadores Árbitro(s): Pierre Atcho | Asistencia: 8587 espectadores Árbitro(s): Pierre Atcho |

| 21 de noviembre de 2023 | Malí                                                        | 5:0 (4:0) | México | Estadio Gelora Bung Tomo, Surabaya                       |                                                          |
| 15:30                   | Barry 9', 13' · I. Diarra 15' · Kanate 37' (pen.) · Tia 50' | Reporte   |        | Asistencia: 7034 espectadores Árbitro(s): Gustavo Tejera | Asistencia: 7034 espectadores Árbitro(s): Gustavo Tejera |

| 21 de noviembre de 2023 | Alemania                                        | 3:2 (2:1) | Estados Unidos             | Estadio Jalak Harupat, Bandung                    |                                                   |
| 15:30                   | Herrmann 14' · Moerstedt 34' · Yalçınkaya 87' · | Reporte   | Habroune 24' · Vazquez 80' | Asistencia: 5782 espectadores Árbitro(s): Fu Ming | Asistencia: 5782 espectadores Árbitro(s): Fu Ming |

| 21 de noviembre de 2023 | Argentina                                                              | 5:0 (3:0) | Venezuela | Estadio Jalak Harupat, Bandung                         |                                                        |
| 19:00                   | Balbo 15' (a.g.) · López 22' · Echeverri 32' · Ruberto 70' (pen.), 79' | Reporte   |           | Asistencia: 6187 espectadores Árbitro(s): Morten Krogh | Asistencia: 6187 espectadores Árbitro(s): Morten Krogh |

| 21 de noviembre de 2023 | Marruecos                            | 1:1 (0:0) (4:1 p.)         | Irán                           | Estadio Gelora Bung Tomo, Surabaya                      |                                                         |
| 19:00                   | Azaouzi 90+4'                        | Reporte                    | Gholizadeh 73'                 | Asistencia: 1552 espectadores Árbitro(s): João Pinheiro | Asistencia: 1552 espectadores Árbitro(s): João Pinheiro |
|                         |                                      | Tiros desde el punto penal |                                |                                                         |                                                         |
|                         | Ouazane · Azaouzi · Nazih · Zahouani |                            | Darvish Aali · Nafari · Taheri |                                                         |                                                         |

| 22 de noviembre de 2023 | Inglaterra | 1:2 (1:1) | Uzbekistán              | Estadio Internacional, Yakarta                         |                                                        |
| 15:30                   | Ndala 35'  | Reporte   | Saidov 4' · Mirzaev 67' | Asistencia: 7014 espectadores Árbitro(s): Selvin Brown | Asistencia: 7014 espectadores Árbitro(s): Selvin Brown |

| 22 de noviembre de 2023 | Francia                                          | 0:0 (5:3 p.)               | Senegal                          | Estadio Internacional, Yakarta                            |                                                           |
| 19:00                   |                                                  | Reporte                    |                                  | Asistencia: 12 238 espectadores Árbitro(s): Roberto Pérez | Asistencia: 12 238 espectadores Árbitro(s): Roberto Pérez |
|                         |                                                  | Tiros desde el punto penal |                                  |                                                           |                                                           |
|                         | Kayi Sanda · Zague · Tincres · Meupiyou · Sangui |                            | Gueye · Diong · Dorival · Sawane |                                                           |                                                           |

### Cuartos de final
| 24 de noviembre de 2023 | España | 0:1 (0:0) | Alemania           | Estadio Internacional, Yakarta                                |                                                               |
| 15:30                   |        | Reporte   | Brunner 64' (pen.) | Asistencia: 8379 espectadores Árbitro(s): Omar Mohamed Al Ali | Asistencia: 8379 espectadores Árbitro(s): Omar Mohamed Al Ali |

| 24 de noviembre de 2023 | Brasil | 0:3 (0:1) | Argentina               | Estadio Internacional, Yakarta                          |                                                         |
| 19:00                   |        | Reporte   | Echeverri 28', 58', 71' | Asistencia: 14 597 espectadores Árbitro(s): Espen Eskås | Asistencia: 14 597 espectadores Árbitro(s): Espen Eskås |

| 25 de noviembre de 2023 | Francia    | 1:0 (0:0) | Uzbekistán | Estadio Manahan, Surakarta                             |                                                        |
| 15:30                   | Bouneb 83' | Reporte   |            | Asistencia: 5201 espectadores Árbitro(s): Dahane Beida | Asistencia: 5201 espectadores Árbitro(s): Dahane Beida |

| 25 de noviembre de 2023 | Malí          | 1:0 (0:0) | Marruecos | Estadio Manahan, Surakarta                               |                                                          |
| 19:00                   | I. Diarra 81' | Reporte   |           | Asistencia: 8589 espectadores Árbitro(s): Augusto Aragón | Asistencia: 8589 espectadores Árbitro(s): Augusto Aragón |

### Semifinales
| 28 de noviembre de 2023 | Argentina                                          | 3:3 (2:1) (2:4 p.)         | Alemania                                                  | Estadio Manahan, Surakarta                              |                                                         |
| 15:30                   | Ruberto 36', 45+4', 90+7'                          | Reporte                    | Brunner 9', 58' · Moerstedt 69'                           | Asistencia: 8525 espectadores Árbitro(s): João Pinheiro | Asistencia: 8525 espectadores Árbitro(s): João Pinheiro |
|                         |                                                    | Tiros desde el punto penal |                                                           |                                                         |                                                         |
|                         | Mastantuono · Echeverri · J. Giménez · J. Villalba |                            | Da Silva Moreira · Ramsak · Jeltsch · Harchaoui · Brunner |                                                         |                                                         |

| 28 de noviembre de 2023 | Francia               | 2:1 (0:1) | Malí            | Estadio Manahan, Surakarta                                 |                                                            |
| 19:00                   | Titi 56' · Bouneb 69' | Reporte   | I. Diarra 45+4' | Asistencia: 12 013 espectadores Árbitro(s): Gustavo Tejera | Asistencia: 12 013 espectadores Árbitro(s): Gustavo Tejera |

### Tercer puesto
| 1 de diciembre de 2023 | Argentina | 0:3 (0:2) | Malí                                        | Estadio Manahan, Surakarta                          |                                                     |
| 19:00                  |           | Reporte   | I. Diarra 9' · M. Doumbia 45' · Makalou 48' | Asistencia: 10 901 espectadores Árbitro(s): Fu Ming | Asistencia: 10 901 espectadores Árbitro(s): Fu Ming |

### Final
| 2 de diciembre de 2023 | Alemania                                                            | 2:2 (1:0) (4:3 p.)         | Francia                                                   | Estadio Manahan, Surakarta                              |                                                         |
| 19:00                  | Brunner 29' (pen.) · Darvich 51'                                    | Reporte                    | Bouabré 53' · Amougou 85'                                 | Asistencia: 13 037 espectadores Árbitro(s): Espen Eskås | Asistencia: 13 037 espectadores Árbitro(s): Espen Eskås |
|                        |                                                                     | Tiros desde el punto penal |                                                           |                                                         |                                                         |
|                        | Da Silva Moreira · Ramsak · Moerstedt · Harchaoui · Brunner · Kabar |                            | Kayi Sanda · Bouneb · Sangui · Meupiyou · Tincres · Gomis |                                                         |                                                         |

|                              |
| Bandera de Alemania          |
| Campeón Alemania 1.er título |

## Estadísticas

### Tabla general
| Equipo | Equipo          | Pts | PJ | PG | PE | PP | GF | GC | Dif | Rend |
| ------ | --------------- | --- | -- | -- | -- | -- | -- | -- | --- | ---- |
| 1      | Alemania        | 17  | 7  | 5  | 2  | 0  | 18 | 9  | +9  | 81%  |
| 2      | Francia         | 17  | 7  | 5  | 2  | 0  | 12 | 3  | +9  | 81%  |
| 3      | Malí            | 15  | 7  | 5  | 0  | 2  | 18 | 4  | +14 | 71%  |
| 4      | Argentina       | 13  | 7  | 4  | 1  | 2  | 19 | 9  | +10 | 62%  |
| 5      | España          | 10  | 5  | 3  | 1  | 1  | 7  | 4  | +3  | 66%  |
| 6      | Brasil          | 9   | 5  | 3  | 0  | 2  | 16 | 8  | +8  | 60%  |
| 7      | Marruecos       | 7   | 5  | 2  | 1  | 2  | 6  | 5  | +1  | 46%  |
| 8      | Uzbekistán      | 7   | 5  | 2  | 1  | 2  | 7  | 7  | 0   | 46%  |
| 9      | Irán            | 7   | 4  | 2  | 1  | 1  | 10 | 5  | +5  | 58%  |
| 10     | Senegal         | 7   | 4  | 2  | 1  | 1  | 6  | 4  | +2  | 58%  |
| 11     | Inglaterra      | 6   | 4  | 2  | 0  | 2  | 14 | 5  | +9  | 50%  |
| 12     | Japón           | 6   | 4  | 2  | 0  | 2  | 5  | 5  | 0   | 50%  |
| 13     | Estados Unidos  | 6   | 4  | 2  | 0  | 2  | 7  | 8  | -1  | 50%  |
| 14     | Ecuador         | 5   | 4  | 1  | 2  | 1  | 5  | 5  | 0   | 41%  |
| 15     | México          | 4   | 4  | 1  | 1  | 2  | 7  | 10 | -3  | 33%  |
| 16     | Venezuela       | 4   | 4  | 1  | 1  | 2  | 5  | 10 | -5  | 33%  |
| 17     | Burkina Faso    | 3   | 3  | 1  | 0  | 2  | 3  | 6  | -3  | 25%  |
| 18     | Indonesia       | 2   | 3  | 0  | 2  | 1  | 3  | 5  | -2  | 22%  |
| 19     | Panamá          | 2   | 3  | 0  | 2  | 1  | 2  | 4  | -2  | 22%  |
| 20     | Corea del Sur   | 0   | 3  | 0  | 0  | 3  | 2  | 6  | -4  | 0%   |
| 21     | Polonia         | 0   | 3  | 0  | 0  | 3  | 1  | 8  | -7  | 0%   |
| 22     | Canadá          | 0   | 3  | 0  | 0  | 3  | 1  | 10 | -9  | 0%   |
| 23     | Nueva Zelanda   | 0   | 3  | 0  | 0  | 3  | 1  | 10 | -9  | 0%   |
| 24     | Nueva Caledonia | 0   | 3  | 0  | 0  | 3  | 0  | 24 | -24 | 0%   |

### Goleadores
| Jugador           | Selección  | Goles |
| ----------------- | ---------- | ----- |
| Agustín Ruberto   | Argentina  | 8     |
| Claudio Echeverri | Argentina  | 5     |
| Ibrahim Diarra    | Malí       | 5     |
| Paris Brunner     | Alemania   | 5     |
| Amirbek Saidov    | Uzbekistán | 4     |
| Kauã Elias        | Brasil     | 4     |
| Max Moerstedt     | Alemania   | 4     |
| Mamadou Doumbia   | Malí       | 4     |
| Rento Takaoka     | Japón      | 4     |

### Asistencias
| Jugador          | Selección | Asist. |
| ---------------- | --------- | ------ |
| Ibrahim Diarra   | Malí      | 4      |
| Noah Darvich     | Alemania  | 4      |
| Abdelhamid Maâli | Marruecos | 3      |
| Charles Herrmann | Alemania  | 3      |
| Dylan Gorosito   | Argentina | 3      |
| Estevão Willian  | Brasil    | 3      |
| Ismail Bouneb    | Francia   | 3      |
| Valentino Acuña  | Argentina | 3      |

### Jugadores con tres o más goles en un partido
| Pos. | Jugador           | Goles | Fecha                   | Local     |                      | Resultado |                            | Visitante       | Reporte          |
| ---- | ----------------- | ----- | ----------------------- | --------- | -------------------- | --------- | -------------------------- | --------------- | ---------------- |
| 1    | Mamadou Doumbia   | 3     | 10 de noviembre de 2023 | Malí      | Bandera de Mali      | 3 - 0     | Bandera de Uzbekistán      | Uzbekistán      | Jornada 1        |
| 2    | Idrissa Gueye     | 3     | 14 de noviembre de 2023 | Senegal   | Bandera de Senegal   | 4 - 1     | Bandera de Polonia         | Polonia         | Jornada 2        |
| 3    | Kauã Elias        | 3     | 14 de noviembre de 2023 | Brasil    | Bandera de Brasil    | 9 - 0     | Bandera de Nueva Caledonia | Nueva Caledonia | Jornada 2        |
| 4    | Claudio Echeverri | 3     | 24 de noviembre de 2023 | Argentina | Bandera de Argentina | 3 - 0     | Bandera de Brasil          | Brasil          | Cuartos de final |
| 5    | Agustín Ruberto   | 3     | 28 de noviembre de 2023 | Argentina | Bandera de Argentina | 3 - 3     | Bandera de Alemania        | Alemania        | Semifinal        |

## Premios y reconocimientos

### Jugador del partido
Este es un premio individual concedido al término de cada uno de los 52 partidos de la competición al mejor jugador de cada encuentro. 
| Fase de grupos - Fecha 1 | Fase de grupos - Fecha 1 | Fase de grupos - Fecha 2 | Fase de grupos - Fecha 2 | Fase de grupos - Fecha 3 | Fase de grupos - Fecha 3 | Fases eliminatorias | Fases eliminatorias |
| Jugador                  | Partido                  | Jugador                  | Partido                  | Jugador                  | Partido                  | Jugador             | Partido             |
| ------------------------ | ------------------------ | ------------------------ | ------------------------ | ------------------------ | ------------------------ | ------------------- | ------------------- |
| Santiago Sánchez         | 1:1                      | Arkhan Purwanto          | 1:1                      | Ayoub Chaikhoun          | 3:1                      | Estevão             | 1:3                 |
| Mohamed Hamony           | 0:2                      | Michael Bermúdez         | 0:2                      | Oldemar Castillo         | 1:1                      | Quim Junyent        | 2:1                 |
| Marc Guiu                | 2:0                      | Héctor Fort              | 1:0                      | Roberto Martín           | 2:2                      | Mahamoud Barry      | 5:0                 |
| Mamadou Doumbia          | 3:0                      | Amirbek Saidov           | 3:0                      | Hamidou Makalou          | 1:5                      | Charles Herrmann    | 3:2                 |
| Arsha Shakouri           | 2:3                      | Kauã Elias               | 9:0                      | Estevão                  | 1:2                      | Santiago López      | 5:0                 |
| Samuel Amo-Ameyaw        | 0:10                     | Joel Ndala               | 2:1                      | Amir Razzaghinia         | 5:0                      | Taha Benrhozil      | 1:1 (4:1)           |
| Yumeki Yoshinaga         | 1:0                      | Claudio Echeverri        | 1:3                      | Wataru Gotō              | 0:2                      | Ollobergan Karimov  | 1:2                 |
| Amara Diouf              | 1:2                      | Idrissa Gueye            | 4:1                      | Ian Subiabre             | 0:4                      | Paul Argney         | 0:0 (5:3)           |
| Saïmon Bouabré           | 3:0                      | Mathis Amougou           | 1:0                      | Joan Tincres             | 0:3                      | Finn Jeltsch        | 0:1                 |
| Nimfasha Berchimas       | 1:3                      | Adam Beaudry             | 2:1                      | Souleymane Alio          | 2:1                      | Claudio Echeverri   | 0:3                 |
| Charles Herrmann         | 1:3                      | Stephano Carrillo        | 2:2                      | Stephano Carrillo        | 0:4                      | Ismail Bouneb       | 1:0                 |
| Leenhan Romero           | 3:0                      | Noah Darvich             | 1:3                      | Robert Ramsak            | 3:0                      | Hamidou Makalou     | 1:0                 |
|                          |                          |                          |                          |                          |                          | Konstantin Heide    | 3:3 (2:4)           |
|                          |                          |                          |                          |                          |                          | Ismail Bouneb       | 2:1                 |
|                          |                          |                          |                          |                          |                          | Hamidou Makalou     | 0:3                 |
|                          |                          |                          |                          |                          |                          | Konstantin Heide    | 2:2 (4:3)           |

### Bota de Oro
La Bota de Oro se entrega al goleador del torneo.
| Premio         |                | Jugador           | Selección | Goles |
| -------------- | -------------- | ----------------- | --------- | ----- |
| Bota de Oro    | Bota de Oro    | Agustín Ruberto   | Argentina | 8     |
| Bota de Plata  |                | Ibrahim Diarra    | Malí      | 5     |
| Bota de Bronce | Bota de Bronce | Claudio Echeverri | Argentina | 5     |

### Balón de Oro
El Balón de Oro es para el mejor futbolista del torneo. 
| Premio          |                 | Jugador         | Selección |
| --------------- | --------------- | --------------- | --------- |
| Balón de Oro    | Balón de Oro    | Paris Brunner   | Alemania  |
| Balón de Plata  | Balón de Plata  | Hamidou Makalou | Malí      |
| Balón de Bronce | Balón de Bronce | Mathis Amougou  | Francia   |

### Guante de Oro
El Guante de Oro es para el mejor arquero del torneo.
| Premio        |               | Jugador     | Selección |
| ------------- | ------------- | ----------- | --------- |
| Guante de Oro | Guante de Oro | Paul Argney | Francia   |

### Premio Fair Play
El premio Fair Play de la FIFA distinguió al equipo con el mejor registro disciplinario de la competición.
| Selección  |
| Inglaterra |
| ---------- |